# El armario del tiempo
El armario del tiempo és una pel·lícula animada espanyola de 1971 dirigida per Rafael Vara Cuervo basada en els còmics de Mortadel·lo i Filemó i protagonitzada per aquests personatges. El guió de la pel·lícula és dels mateixos que també van animar a la parella en els curtmetratges. L'argument narra l'arribada de Chiflágoras, un cosí de Filemó que ha portat un invent que té la capacitat de fer viatges en el temps. La pel·lícula és la unió de set curtmetratges realitzats per aquests. La pel·lícula va tenir èxit, sobretot entre els més petits, la qual cosa va provocar que es publiqués un llibre il·lustrat amb els fotogrames i un text inspirat en el guió. Malgrat això l'autor de la historieta va criticar l'obra.

## Argument
Mortadel·lo i Filemó reben la sorprenent visita del cosí hiperactiu de Filemó: el professor "Chiflágoras", que porta un invent revolucionari: un armari aparentment normal que té la capacitat de realitzar viatges en el temps. L'argument es troba format pels següents curtmetratges:

### El armario del tiempo
Estrenat el 1970.
Mortadel·lo i Filemó es troben tranquil·lament en el pis, encara que tenen incidents com un error del primer que en comptes d'endollar la ràdio connecta un magnetòfon amb una broma gravada d'un amic seu que provoca que Filemó realitzi bogeries per guanyar diners i un telèfon explosiu que provoca que es canviïn de pis per la destrucció de l'anterior. De sobte arriba el cosí Chiflágoras que li presenta el seu invent, l'armari del temps, i li mostra com s'utilitza, però no funciona de la manera desitjada i provoca que surtin de l'armari fins a diplodocus.

### Waterloo
Estrenat en 1970.
Donya Úrsula, veïna xafardera dels dos agents, va al comissari a explicar-li l'esdevingut, el comissari no la creu i Úrsula el porta a casa però el que veuen és a Mortadel·lo traient una casaca, la qual cosa fa que el comissari no la prengui de debò, el problema és que és de Napoleó Bonaparte, qui apareix per a tornar a aconseguir-la però el problema és que descobreix que va perdre la batalla de Waterloo i ara no vol tornar. L'emperador al final accepta tornar però després de la batalla, els dos agents juntament amb el seu cosí li preparen un parany per a enviar-lo de tornada però s'equivoquen i manen a la seva veïna que anava a visitar-los.

### El Yeti
Estrenat el 1970.
Els agents recuperen a la seva veïna i retornen a Napoleó, donya Úrsula torna a comissaria a tornar boig al comissari i els demanda; mentre declara, el seu cosí i Mortadel·lo volen fer-li un obsequi però aquest últim toca un botó i provoca que arribi el Ieti qui provoca el caos. Quan Filemó arriba amb el comissari no el troben i l'agent marxa, en sortir es troba amb donya Úrsula però surt corrent, ella entra a la casa i veu al Ieti qui li pega una pallissa, que fa que ell mateix es fiqui a l'armari. El Ieti rep el premi de "hippy més gran del món". Filemó i Chiflágoras persegueixen a Mortadel·lo fins a Groenlàndia.

### Misión increíble
Estrenat el 1970.
De tornada de Groenlàndia arriba un lloro amb un missatge que ordena destruir un magatzem d'aspirines radioactives a Pepeslàvia, per a arribar allí utilitzen l'armari però no surt com esperaven en caure Mortadel·lo sobre el polvorí de la caserna general. Finalment destruiran tota la ciutat però la caserna on es troben les aspirines queda intacte.

### Los impostores
Estrenat el 1970.
Arriba la banda del "Lince" fent-se passar pels dos agents, Chiflágoras descobreix que li robaran però creu que són els agents i no uns impostors, els agents arriben quan l'estan robant i intentar evitar-lo destruint l'armari en el procés. Entren a la casa i descobreixen als impostors, Mortadel·lo també cau en el parany en atacar l'impostor de Filemó. Chiflágoras aconsegueix que surtin els impostors però el pis acaba mitjà en ruïnes i Filemó en un psiquiàtric (a causa de la confusió mental en veure dos Mortadel·los) fins que llegeix un article on s'explica la història. Es descobreix que l'armari destruït era fals.

### El conde Mácula
Estrenat el 1971.
Els tres es viuran sota un pont. Mortadel·lo observa un passat on veu al Comte Màcula relatant les seves memòries, s'aniran al castell del comte per a fer-se amb les seves memòries. Els dos agents descobreixen que té una maledicció i que sol beure molt de vi abans d'adormir-se, canvien les ampolles per aigua i el desencanten, però Mortadel·lo perd les memòries.

### Maxiaventura bajo el mar
Estrenat el 1971.
Els tres protagonistes marxen a Acualàndia per a salvar als savis amics de Chiflágoras, fent que va a ensenyar a Mórtilus l'armari, per a desplaçar-se fins allí van en el nou invent de Chiflágoras, el sub-antxovies, capaç de volar i anar sota l'aigua. Capturen al malvat Mórtilus però en voler enviar-lo a la presó s'equivoquen en nombroses ocasions el que provoca que s'apagui la llum i Mortadel·lo premi el botó de destrucció, acabant tots a l'espai perseguint Mortadel·lo.

## Producció
En 1965, el madrileny Rafael Vara Cuervo va contractar Amaro Carretero per a fer treballs d'animació, aquest li va suggerir realitzar un curtmetratge basat en els personatges de Francisco Ibáñez Talavera, Vara va acceptar i va arribar a un acord amb l'autor de l'obra, i Carretero realitza el curt titulat Mortadelo y Filemón, agencia de información (nom que tenia la historieta en aquell moment). El curt aconseguiria el premi  Platero de plata al Festival de Cinema de Gijón, que faria que es presentés a l'any següent un altre curt en el mateix festival anomenat Carioco y su invención que s'alçaria també amb el premi. Després de l'èxit dels dos curtmetratges, Rafael Vara va crear, en aquest mateix any, l'empresa Dacor que s'encarregaria de la realització dels curtmetratges fins a 1970, un d'ells Un marciano de Rondón tornaria a alçar-se amb el premi. Es va realitzar per temes econòmics, una unió de tots els curtmetratges en tres llargmetratges, i un d'ells seria aquesta pel·lícula, on es van incloure dos curtmetratges més Conde Mácula i Maxiaventura en el mar. Una altra modificació va ser en la banda sonora, ja que l'encàrrec de dirigir-la en els anteriors projectes havia estat Rafael Ibarbia, i en aquest va ser Ramón Femenías.

## Repartiment
José Martínez Blanco, Víctor Ramírez, José Moratalla, Joaquín Escola, Lola Cervantes, José María Cordero i Salvador Arias són els encarregats de posar la veu als diferents personatges de la trama. El primer dona veu a sis personatges; Filemó, el seu impostor, el gat de donya Úrsula, al gran Mórtilus, que és un vilà que vol fer-se amb l'invent, Napoleó i el lloro del servei secret; el segon dona veu a Mortadel·lo i el seu impostor; el tercer s'encarrega de posar-la al cosí boig de Filemó, Chiflágloras; el quart posa veu al comissari, qui està fart de les denúncies de donya Úrsula, i al director; ella dona veu a donya Úrsula, veïna chismona dels dos agents; i els dos últims s'encarreguen de les veus addicionals juntament amb Escola i Martínez Blanco. El doblatge es va dur a terme als estudis Arcofón a Madrid.

## Recepció
Quan es va estrenar la sèrie d'animació de 1994 basada en els personatges, Francisco Ibáñez va criticar la pel·lícula dient que «quan es va fer en cinema no li va agradar res, semblaven sacs de patates». Malgrat això la crítica de l'època la va valorar molt positivament, el diari ABC va dir: «Molt apropiada per als més petits i divertida per als pares, ben realitzada tècnicament i compta amb un color brillant i vistós». També va resultar ser un èxit en taquilla en portar a 718.769 espectadors el que es tradueix en 40.542.945 pessetas recaptades. Si bé alguns autors com José María Candel Crespo qualifiquen a la pel·lícula repetitiva amb una animació simple i sense moviment. El títol de la pel·lícula va donar a entendre a alguns crítics un significat d'homosexualitat dels personatges.